# 樊发源
樊发源（1921年5月—2010年9月15日），笔名丰衍、泛远，江苏省如东县掘港区碧霞镇竖街人，中华人民共和国编辑、新闻学家。

## 生平
1942年3月加入中国共产党，历任苏中四地委江海大众总编辑，苏中四地委江海报社总编辑兼经理，华中一地委江海导报社经理兼副社长，华中九地委江海报社副社长兼总编辑，如东县委宣传部部长，南通市工委宣传部部长兼江海报社社长，苏北区党委苏北日报社总编辑兼副社长，新华日报社总编辑，江宁县委副书记，江苏省委副秘书长，省革委会文教局副局长，新华日报社革委会副主任、主任。1973年7月至1976年10月，担任新华日报社的党的核心领导小组组长。之后担任新华日报社总编辑兼党组书记，中共江苏省委宣传部副部长兼新华日报社总编辑、党组书记。1983年离休后，曾任江苏省新闻学会会长、省记协主席。1992年，起享受政府特殊津贴。2010年9月15日，因病在南京逝世，享年89岁。